# 贞姑坊
贞姑坊，位于中国广东省汕头市潮阳区西胪镇海田村，现为潮阳区文物保护单位，类型为古建筑，公布时间为2001年3月2日。
贞姑坊的历史年代为清代。